# フリー・ウィリー3
『フリー・ウィリー3』（原題：Free Willy 3: The Rescue）は、1997年制作のアメリカ合衆国のファミリー映画。
『フリー・ウィリー』シリーズの第3作目。シャチのケイコは第1・2作目と同様にウィリー役としてクレジットされているが、劣悪な環境で飼育され続け健康状態が悪化していたケイコを、オレゴン・コースト水族館へ移してリハビリを行う計画が立てられていたため、本作の出演部分はアニマトロニクスが用いられている。

## あらすじ
17歳になったジェシーは、夏休みを利用してオルカの群れを追う海洋調査のアルバイトを始め、友人ランドルフと共に、オルカの群れが減少している北西太平洋沿岸に向かった。そこでジェシーはウィリーと再会、ウィリーは新しい仲間と恋人を見つけていた。
一方、ワシントン州のある港町に住む漁師の息子の少年マックスは生まれて初めて父親ジョンの漁に同行することになり喜ぶが、ジョンとその仲間は違法な捕鯨業者で、オルカの大量殺戮に加担していた。マックスはその事実を知って落胆する。さらに、ジョンたちの次のターゲットはウィリーたちであった。
ジェシーと親しくなったマックスは、ジェシーやランドルフたちと協力してウィリーたちを救うため、ジョンたちの違法な捕鯨活動をやめさせるために奔放する。

## キャスト
※括弧内は日本語吹替
- ジェシー - ジェイソン・ジェームズ・リクター（藤田大助）
- ランドルフ・ジョンソン - オーガスト・シェレンバーグ（中庸助）
- ドルー・ハルバート - アニー・コーレイ（塩田朋子）
- マックス・ウェズリー - ヴィンセント・ベリー（松田聡也）
- ジョン・ウェズリー - パトリック・キルパトリック（池田勝）
- メアリー・ウェズリー - ターシャ・シムズ（速見圭）
- サンダーソン - ピーター・ラクロワ（田中正彦）
- ディニーン - ステファン・E・ミラー（伊井篤史）
- クロン - イアン・トレイシー（佐藤正治）
- ドレイク船長 - マシュー・ウォーカー（大木民夫）
- スティーヴンス - ロジャー・R・クロス